# 1985 في أستراليا
فيما يلي قوائم الأحداث التي وقعت خلال عام 1985 في أستراليا.

## سياسة

### تعيين في المنصب
- 2 مارس – دايفيد كينيدي عضو الجمعية التشريعية فيكتوريا.
- 5 سبتمبر – جون هوارد Leader of the Opposition (Australia) [الإنجليزية]‏.

### انتهاء فترة المنصب
- 1 مارس – دايفيد كينيدي عضو الجمعية التشريعية فيكتوريا.

## رياضة
- 3 نوفمبر – جائزة أستراليا الكبرى 1985 الفائز كيكي روزبرغ.

## ظهور
- 1 يناير – سكا

## أفلام
من الأفلام التي صدرت هذه السنة في أستراليا:
- 12 يوليو – ماد ماكس: بيوند ثاندردوم من إخراج جورج أوغيلفي، جورج ميلر.

## برامج ومسلسلات وأنمي
- العودة إلى عدن

## كتب
من الكتب التي صدرت هذه السنة في أستراليا:
- 1 يناير – التطور: نظرية في أزمة من تأليف مايكل دنتون.

## مواليد

### يناير
- 1 يناير – كيلي ويلسون
- 12 يناير – براد روبنز لاعب كرة سلة أسترالي.
- 21 يناير – مات أونيكومب لاعب كرة سلة أسترالي.
- 28 يناير – ليبي تريكت سبّاحة أسترالية.
- 29 يناير – إيزابيل لوكاس ممثلة أسترالية.
- 30 يناير – ريتشي بورت درّاج طريق أسترالي.
- 31 يناير – آدم فيدريكي لاعب كرة قدم أسترالي.

### فبراير
- 1 فبراير – جودي أناستا ممثلة أسترالية.
- 7 فبراير – بن مادجين لاعب كرة سلة أسترالي.
- 11 فبراير – كاسي ديلاكوا لاعبة كرة مضرب أسترالية.
- 12 فبراير – ساسكيا بورمايستر ممثلة أسترالية.
- 14 فبراير – هافانا براون
- 18 فبراير – براد نيولي لاعب كرة سلة أسترالي.

### مارس
- 4 مارس – أنجيلا وايت
- 7 مارس – آدم فيني لاعب كرة مضرب أسترالي.
- 7 مارس – دانيال مونداي لاعب كرة سلة أسترالي.
- 11 مارس – نيكولاي توبور ستانلي
- 13 مارس – دي سي يو بي
- 14 مارس – ستيفن ماركوفيتش لاعب كرة سلة أسترالي.
- 27 مارس – داني فوكوفيتش لاعب كرة قدم أسترالي.

### أبريل
- 11 أبريل – ويل كلارك درّاج طريق أسترالي.

### مايو
- 19 مايو – إيرين فيليبس لاعبة كرة سلة أسترالية.
- 29 مايو – شين ماكدونالد لاعب كرة سلة أسترالي.
- 31 مايو – ماثيو نايت لاعب كرة سلة أسترالي.

### يوليو
- 21 يوليو – سام هيل درّاج طريق أسترالي.
- 30 يوليو – كريس غوتشيواني لاعب كرة مضرب أسترالي.

### أغسطس
- 4 أغسطس – مارك ميليغان لاعب كرة قدم أسترالي.
- 30 أغسطس – ليزيل جونز سبّاحة أسترالية.

### سبتمبر
- 25 سبتمبر – جيسيكا غوميز عارضة أسترالية.

### أكتوبر
- 16 أكتوبر – كيسي ستونر

### نوفمبر
- 7 نوفمبر – مارك بريدج لاعب كرة قدم أسترالي.

## وفيات

### يوليو
- 9 يوليو – مارغريت مولسورث (مواليد 1894) لاعبة كرة مضرب أسترالية.

### أغسطس
- 31 أغسطس – فرانك ماكفارلين بورنيت (مواليد 1899)

### ديسمبر
- 20 ديسمبر – كورال بتسورث (مواليد 1900) لاعبة كرة مضرب أسترالية.
- 27 ديسمبر – هاري هوبمان (مواليد 1906) لاعب كرة مضرب أسترالي.